# Добыча: Всемирная история борьбы за нефть, деньги и власть
«Добыча: Всемирная история борьбы за нефть, деньги и власть» (англ. The Prize: The Epic Quest for Oil, Money, and Power, 1991) — подробная история мировой нефтяной промышленности от 1850-х до 1990-х годов, написанная Дэниелом Ергиным, признанным авторитетом в области энергетики, международной политики и экономики. В 1992 году была отмечена Пулитцеровской премией. Книга переведена на 17 языков, включая русский.
В «Добыче» Ергин рассказывает о развитии нефтяной индустрии, показывает, как нефть стала одним из определяющих факторов мировой экономики, и размышляет о её будущем.

## Об авторе
Дэниел Ергин — авторитет в области международной политики, экономики и энергетики. Является председателем совета директоров Cambridge Energy Research Associates (IHS CERA), международной консалтинговой компании. Обладатель Пулитцеровской премии, премии США «За достижения в области энергетики и укрепления международного взаимопонимания».
Среди прочего Доктор Ергин — член консультативного совета министра энергетики США, председатель Специальной комиссии по стратегическим исследованиям и разработкам в сфере энергетики министерства энергетики США. Он также член консультативного совета Энергетической инициативы в Массачусетском технологическом институте и Сингапурского международного консультативного комитета по энергетике.
Ергин — почетный профессор Российской академии нефти и газа и член совета директоров Американо-российского делового совета, один из советников Международного газового союза, партнер по вопросам энергетики Экономического форума в Санкт-Петербурге и Всемирного экономического форума в Давосе. Обладатель степени бакалавра гуманитарных наук Йельского университета и докторскую степень Кембриджского университета.

## Содержание
Книга состоит из 5 частей. Каждая часть описывает определенный этап в истории нефтяной промышленности.

### Часть I (главы 1—8). Отцы-основатели
Период с 50-х годов XIX века до Первой мировой войны (1914): успешные попытки извлечь из «горного масла» «осветительную жидкость», первый нефтяной бум в США; Джон Рокфеллер, создание, расцвет и роспуск Standard Oil; братья Нобели и подъем российской нефтепромышленности; Royal Dutch и Shell; беспорядки в России в начале XX века и их влияние на отрасль; персидская нефть, Англо-персидская компания; август 1914 — начало Первой мировой войны.

### Часть II (главы 9—15). Борьба мирового масштаба
Период от Первой (1914) до Второй мировой войны(1939): влияние нефти и двигателя внутреннего сгорания на характер военных действий; Галуст Гюльбенкян и Turkish Petroleum Company; разведка запасов нефти в Ираке; автомобильная революция; развитие технологий поиска нефти; борьба за новые месторождения (Мексика, Венесуэла); российская нефть после революции; нефтяная промышленность и Великая депрессия; появление квот и контроля над нефтедобычей; кувейтская и саудовская концессии.

### Часть III (главы 16—19). Война и стратегия
Роль нефти в ходе Второй мировой войны: Япония, новый порядок в Азии и нефтяной вопрос; роль нефти в нападении Германии на СССР; индустрия синтетического топлива в Германии и концлагеря; Арденнская операция; влияние нехватки топлива на стратегию Японии; мобилизация ресурсов союзников и организация поставок; битва за Атлантику; поставки топлива и военная стратегия.

### Часть IV (главы 20—27). Углеводородный век
Послевоенный нефтяной порядок; смещение центра нефтедобычи из Мексиканского залива и Карибского бассейна на Ближний Восток и его влияние на мировую политику; создание Организации стран-экспортеров нефти (ОПЕК) и её деятельность.

### Часть V (главы 28—38). Битва за мировое господство
1970-е — переход к рынку продавца; нефтяная промышленность и защита окружающей среды; рост контроля стран-экспортеров над нефтяными компаниями; нефть как оружие; энергетические кризисы и их последствия; современные тенденции и прогнозы.

## Экранизация
По «Добыче» был снят шестичасовой документальный сериал, в роли рассказчика выступил известный американский актёр Дональд Сазерленд (англ. Donald Sutherland). Только в США этот сериал посмотрело 20 млн человек.

## Издания
Первое американское издание:
- Daniel Yergin. The Prize: The Epic Quest for Oil, Money, and Power. — США: Simon & Schuster, 1991. — 912 с. — ISBN 0671502484.

Издания на русском языке:
- Дэниел Ергин. Добыча: Всемирная история борьбы за нефть, деньги и власть = The Prize: The Epic Quest for Oil, Money, and Power. — М.: «Альпина Паблишер», 2011. — 944 с. — ISBN 978-5-9614-1252-9.

- Дэниел Ергин. Добыча: Всемирная история борьбы за нефть, деньги и власть = The Prize: The Epic Quest for Oil, Money, and Power. — «ДеНово», 1999. — 936 с. — ISBN 5-93536-001-2, 0-671-502484.
- Дэниел Ергин. Добыча: Всемирная история борьбы за нефть, деньги и власть = The Prize: The Epic Quest for Oil, Money, and Power / Дэниел Ергин ; пер. с англ. — М. : Альпина Паблишер, 2023. — 944 с. : ил. — ISBN 978-5-9614-3788-1